# Quận của tỉnh Maine-et-Loire
4 quận của tỉnh Maine-et-Loire gồm:
1. Quận Angers, (tỉnh lỵ của tỉnh Maine-et-Loire: Angers) với 17 tổng và 112 xã. Dân số của quận này là 341.874 người năm 1990, 367.131 người năm 1999, tăng trưởng dân số là 7.39%.
2. Quận Cholet, (quận lỵ: Cholet) với 9 tổng và 78 xã. Dân số của quận này là 182.473 người năm 1990, và 183.478 người năm 1999, tăng trưởng dân số là 0.55%.
3. Quận Saumur, (quận lỵ: Saumur) với 10 tổng và 112 xã. Dân số của quận này là 128.870 người năm 1990, và 129.222 người năm 1999, tăng trưởng dân số là 0.27%.
4. Quận Segré, (quận lỵ: Segré) với 5 tổng và 61 xã. Dân số của quận này là 52.665 người năm 1990, và 53.111 người năm 1999, tăng trưởng dân số là 0.85%.